# Nanixipha nahoa
Nanixipha nahoa är en insektsart som beskrevs av Otte, D., T. de Carvalho och K.L. Shaw 2003. Nanixipha nahoa ingår i släktet Nanixipha och familjen syrsor. Inga underarter finns listade i Catalogue of Life.